# Benjamin Wegner Nørregaard

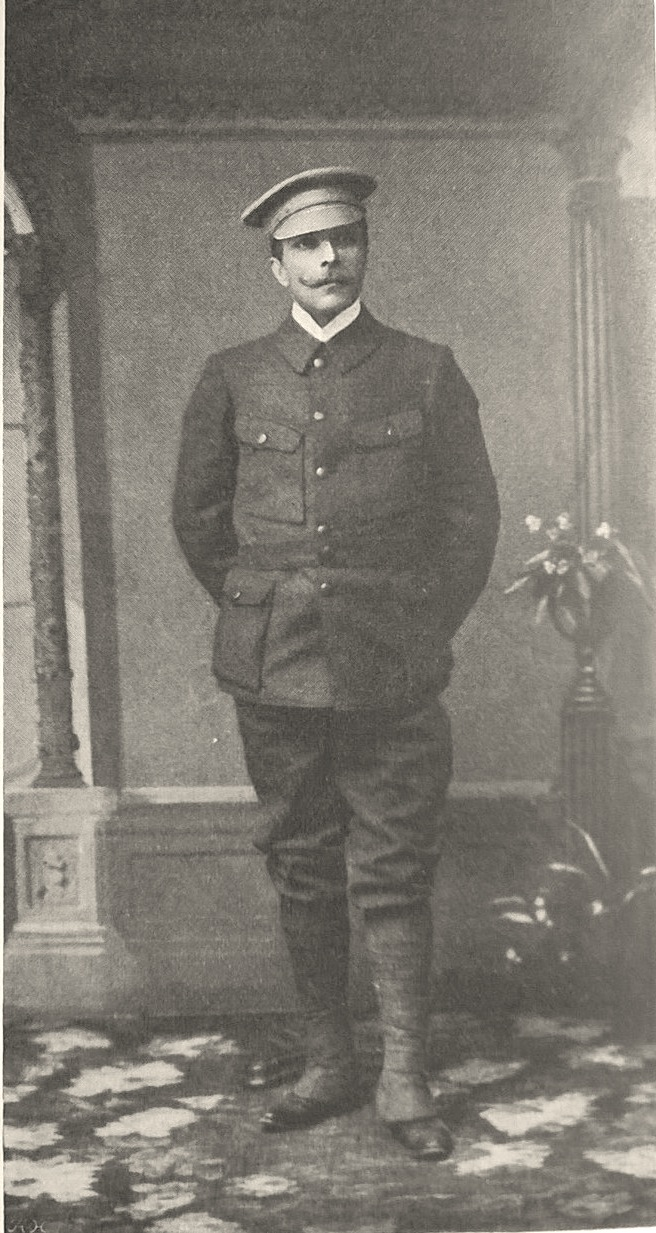
Benjamin Wegner Nørregaard

Benjamin Wegner Nørregaard (* 3. Oktober 1861 in Kristiansand; † 24. April 1935 in Asker) war ein norwegischer Offizier, Abenteurer, Eisenbahningenieur in China, Autor, Journalist und international bekannter Kriegsberichterstatter. Während des Boxeraufstandes war er Minister für Arbeit in der provisorischen Regierung von Tianjin in China 1900–1902. Er wurde als Kriegsberichterstatter der Daily Mail während des Russisch-Japanischen Krieges (1904–1905) und während des Ersten Balkankrieges (1912–1913) bekannt. Er schrieb auch für norwegische, schwedische und dänische Zeitungen.

## Herkunft
Er war Sohn des Obersten und Adjutanten des Königs, Hans Jacob Nørregaard (1832–1900), und dessen Frau Sophie Wegner (1838–1906) sowie Enkel des Industriellen Benjamin Wegner und Urenkel des Hamburger Bankiers L.E. Seyler. Er war Bruder des Rechtsanwalts Harald Nørregaard und des Weinhändlers und Konsuls in Tarragona, Ludvig Paul Rudolf Nørregaard.

## Werke
- Die Belagerung von Port Arthur, Dieterich’sche Verlagsbuchhandlung, 1906 (auch in Norwegisch und Englisch erschienen)
- Krig: Skildringer og Oplevelser, Aschehoug forlag, Christiania, 1908